# 2008 au Zimbabwe
Chronologie de l'Afrique
2006 au Zimbabwe - 2007 au Zimbabwe - 2008 au Zimbabwe - 2009 au Zimbabwe - 2010 au Zimbabwe
2006 par pays en Afrique - 2007 par pays en Afrique - 2008 par pays en Afrique - 2009 par pays en Afrique - 2010 par pays en Afrique

## Chronologie

### Mars 2008
- Samedi 29 mars 2008 : Élections présidentielle et législatives. Le candidat MDC, Emmanuel Chirito, remporte l'élection municipale dans la capitale Harare.

- Dimanche 30 mars 2008 : Le secrétaire général du Mouvement pour le changement démocratique, Tendai Biti, le principal parti d'opposition au président Robert Mugabe revendique une « victoire irréversible » aux élections générales de leur président Morgan Tsvangirai, ajoutant « En 2002, nous n'avons pas annoncé notre victoire. En 2005, nous n'avons pas non plus annoncé notre victoire. Nous ne répèterons pas cette erreur [...] personne ne nous volera cette élection. » La secrétaire d'État américaine, Condoleezza Rice a qualifié le régime de Robert Mugabe de déshonneur pour le peuple zimbabwéen et pour le continent africain tout entier.

### Avril 2008
- Dimanche 6 avril 2008 :
  - Le parti du président Robert Mugabe rejette la proposition du leader de l'opposition pour la mise en place d'un gouvernement d'union nationale. Le Mouvement pour le changement démocratique demande la publication immédiate des résultats du scrutin présidentiel qui selon le décompte fait à partir des résultats publiés dès le 30 mars à l'extérieur de chaque bureau de vote connaîtrait la victoire de Morgan Tsvangirai.
  - Selon Morgan Tsvangirai, le président Mugabe prépare « une guerre contre son peuple ». Des miliciens auraient été recrutés avec comme mission d'aller terroriser les campagnes.

- Lundi 7 avril 2008 : Quelques heures après l'avertissement donné par Morgan Tsvangirai, une première troupe de miliciens ont envahi et occupé une vingtaine de fermes des derniers fermiers blancs à être encore présents dans le pays. Une équipe de reportage de la télévision nationale a accompagné les miliciens présentés comme d'« anciens combattants de la libération ». Selon un fermier du sud du pays : « C'est toujours le même scénario. Dès qu'il est en position de faiblesse, le président Mugabe brandit la menace d'une recolonisation des terres pour créer le chaos. Si ces provocations se terminent mal, et que la violence éclate, il nous impose l'état d'urgence et le processus électoral sera annulé. On connaît la technique. Il a fait la même chose en 2000 quand l'opposition a gagné les élections. »

- Du 14 avril au 18 avril : Un cargo chinois, du nom de "An Yue Jiang", transportant 3 millions de cartouches pour fusils d'assaut AK-47, 1 500 lance-roquettes et plus de 3 000 mortiers commandés par le président zimbabwéen Mugabe pour ses troupes, est arrivé dans le port de Durban pour y être déchargé. Après que les dockers syndicalisés ont refusé de décharger cette cargaison d'armes et de munitions, la justice sud-africaine a confirmé ce refus. Le bateau est reparti à la recherche d'un port africain dans lequel il pourrait être déchargé, alors que les pays de la Communauté des États d'Afrique australe (SADEC) refusent désormais d'accueillir ce navire. Le ministre de l'Information, Bright Matonga déclare : « Tout pays a le droit d'avoir des armes. La façon dont elles vont être utilisées et à quel moment ne regarde personne ». Le mouvement d'opposition, MDC, accuse le président Mugabe « de préparer une véritable guerre contre le peuple ».

- Mardi 15 avril 2008 : le chef de l'opposition, Morgan Tsvangirai a indiqué qu'il participerait au second tour de la présidentielle si des observateurs internationaux sont déployés pour surveiller le scrutin.

- Jeudi 17 avril 2008 : alors que les résultats de l'élection présidentielle du 29 mars n'ont toujours pas été publiés, la secrétaire d'État américaine Condoleezza Rice estime qu'il est « temps pour l'Afrique de monter au créneau » à propos du Zimbabwe. L'ambassadeur américain parle de violences contre les partisans de l'opposition voire de meurtres.

- Samedi 19 avril 2008 : la commission électorale a procédé ce week-end au recomptage des résultats des élections législatives. L'opposition a dénoncé de nouveaux passages à tabac et des cas de tortures d'opposants.

- Jeudi 24 avril 2008 : le gouvernement chinois annonce le retour vers la Chine du bateau chargé d'armes destinées au Zimbabwe et dont plus aucun port n'autorisait à décharger. Le secrétariat d'État américain aux Affaires africaines se déclare inquiet de l'escalade actuelle de la violence et des violations des droits de l'homme et reconnait la « victoire claire » de l'opposition menée par Morgan Tsvangirai.

- Vendredi 25 avril 2008 : une centaine d'opposants au président Mugabé sont arrêtés à Harare, lors d'une opération policière contre le siège du Mouvement pour un changement démocratique (MDC). De nombreux documents ont été saisis lors de la perquisition.

- Dimanche 27 avril 2008 : un mois après les élections générales, la Commission électorale confirme la défaite des députés du parti du président Robert Mugabe, mais ne dit rien sur les résultats de l'élection présidentielle.

### Mai 2008
- Samedi 3 mai 2008 : la commission électorale annonce le résultat du premier tour de l'élection présidentielle : L'opposant Morgan Tsvangirai a obtenu 47,9 % des suffrages et le président Robert Mugabe en a obtenu 43,2 %. Selon le MDC, Tsvangiraï a obtenu la majorité dès le premier tour et les résultats annoncés sont « une escroquerie pure et simple » avec « des chiffres truqués ».

- Samedi 10 mai 2008 : L'opposition accepte au second tour.

- Vendredi 16 mai 2008  : La commission électorale annonce que le deuxième tour de l'élection présidentielle aura lieu le 27 juin prochain.

### Juin 2008
- Jeudi 5 juin 2008 : Le chef de l'opposition Morgan Tsvangirai est libéré après l'intervention du président sud-africain Thabo Mbeki.

- Jeudi 19 juin 2008 :
  - Les cadavres de quatre jeunes militants de l'opposition, enlevés deux jours auparavant par des militants du président Mugabé, sont découverts dans la banlieue d'Harare.
  - L'épouse du maire MDC de Harare, Emmanuel Chiroto, élu le 29 mars dernier, est retrouvée morte. Le couple vivait dans la clandestinité depuis la victoire électorale.
  - Une association de médecin affirme avoir soigné plus de trois mille victimes de violences politiques depuis la fin mars.
  - Le Zimbabwe Election Support Network confirme avoir de grandes difficultés à trouver les quelque 8 000 observateurs locaux et de agents électoraux nécessaires pour le prochain scrutin, car lors des dernières élections, beaucoup d'entre eux avaient été inquiétés, harcelés, battus, enlevés et torturés.
  - Le président sud-africain, Thabo Mbeki se dit « convaincu que le second tour ne va pas résoudre la crise au Zimbabwe mais risque de l'envenimer » et qu'il « préférerait un accord de partage du pouvoir comme au Kenya plutôt qu'un second tour. »

- Jeudi 26 juin 2008 :
  - Second tour de l'élection présidentielle. Les partisans du président Mugabe et la police font la chasse aux abstentionnistes.
  - L'inflation atteint 165 000 % en une année et le pays s'enfonce dans les violences tribales. Morgan Tsvangirai demande à l'Union africaine de pousser à la mise en place d'un gouvernement transitoire de coalition.

- Dimanche 29 juin 2008 : Le président Robert Mugabe (84 ans) prête serment pour son sixième mandat.

### Novembre 2008
- Dimanche 9 novembre 2008 : Sommet de la dernière chance du SADC (15 pays de la Communauté de développement de l'Afrique australe) pour trouver un accord politique alors que le pays s'enfonce dans la crise politique, économique et humanitaire. Depuis la signature, du l'accord du 15 septembre, Mugabe et Tsvangirai n'ont toujours pas réussi à s'entendre sur la répartition des ministères-clés.

- Jeudi 20 novembre 2008 : Selon l'Ambassadeur des États-Unis, l'épidémie de choléra qui se propage a fait 294 morts et au moins 1 200 autres en sont malades.

- Mardi 25 novembre 2008 :
  - Le président Robert Mugabe accuse l'ex-secrétaire général de l'ONU Kofi Annan et l'ancien président américain Jimmy Carter de participer à une conspiration occidentale pour le faire tomber.
  - Selon un rapport de l'ONU, l'épidémie de choléra qui sévit sur plus de la moitié du pays, a fait 366 morts et 8 887 cas depuis août.

- Jeudi 27 novembre 2008 : Le ministre adjoint de la Santé appelle à l'aide internationale face au risque de propagation du choléra, admettant que la maladie a fait 386 morts et que la situation « pourrait empirer avec la saison des pluies ».

- Vendredi 28 novembre 2008 : Selon les données recueillies par le Bureau de coordination des affaires humanitaires de l'ONU (OCHA). L'épidémie de choléra qui sévit sur toute la moitié Est du pays, a fait 412 morts et 9 908 cas depuis août.

- Samedi 29 novembre 2008 : Selon le ministre de la santé David Parirenyatwa l'épidémie de choléra qui sévit sur toute la moitié Est du pays, a fait 425 morts et 11 071 cas depuis août[1].

### Décembre 2008
- Lundi 1er décembre 2008 : Selon l'Organisation mondiale de la santé, l'épidémie de choléra a fait 473 morts depuis août.

- Jeudi 4 décembre 2008 :
  - Lancement des nouveaux billets de 10, 50 et 100 millions de dollars zimbabwéens, sur la base de 100 millions $ = 11 euros, mais sa valeur diminue chaque jour.
  - Le ministre de la Santé David Parirenyatwa qualifie d'urgence nationale l'épidémie de choléra qui a fait 565 morts dans le pays et appelé à l'aide la communauté internationale.
  - 16 soldats sont arrêtés pour des violences contre des changeurs au marché noir et des pillages à Harare, à Mbare et à Chitungwiza.

- Samedi 6 décembre 2008 : Lancement du nouveau billet de 200 millions de dollars zimbabwéens.

- Dimanche 7 décembre 2008 : Alors que le nombre de morts dus au choléra dépasse les 600 et que le nombre de personnes infectées est de 12 700, le journal d'État, The Sunday Mail, accuse les sanctions imposées par l'Union européenne de la responsabilité de cette épidémie, en privant « le pays des devises étrangères nécessaires à l'achat des produits chimiques de traitement de l'eau ».

- Mercredi 10 décembre 2008 :  Selon l'ONU, l'épidémie de choléra a fait 775 morts depuis août et au moins 16 141 autres en sont malades. À peu près la moitié des cas ont été enregistrés à Budiriro, une banlieue surpeuplée de Harare, la capitale, les autres lieux touchés sont Beitbridge, à la frontière avec l'Afrique du Sud, et Mudzi, près du Mozambique. L'épidémie représente désormais de graves menaces pour la région car « le choléra a franchi les frontières de l'Afrique du Sud et du Botswana ». 460 personnes étaient contaminés en Afrique du Sud au 2 décembre.

- Jeudi 11 décembre 2008 : Le président Robert Mugabe déclare que l'épidémie de choléra est terminée.

- Vendredi 12 décembre 2008 :
  - Le ministre de l'Information Sikhanyiso Ndlovu a déclaré que l'épidémie de choléra, qui a fait près de 800 morts, était un « génocide » conduit par la Grande-Bretagne : « L'épidémie de choléra au Zimbabwe est une force de guerre biologique et chimique, une attaque génocidaire sur le peuple du Zimbabwe par les Britanniques […] C'est un génocide de notre peuple ».
  - Selon l'Organisation mondiale de la santé (OMS) l'épidémie de choléra, l'épidémie n'est toujours « pas sous contrôle ». Elle a fait 792 morts depuis août et 16 700 cas de choléra se sont déclarés.

- Lundi 15 décembre 2008 : Selon l'ONU, l'épidémie de choléra a fait 978 morts depuis août.

- Mardi 16 décembre 2008 : Le Mouvement pour le changement démocratique accuse le parti au pouvoir d'avoir arrêté trois de ses conseillers municipaux à Bindura, où doit avoir lieu cette semaine la réunion annuelle du parti du président Robert Mugabe. Onze autres conseillers municipaux ont dû fuir leur maison et plus de 20 de ses militants « ont été enlevés par le régime de la Zanu-PF » (Union nationale africaine du Zimbabwe-Front patriotique).

- Jeudi 18 décembre 2008 : Selon l'Organisation mondiale de la santé, l'épidémie de choléra a fait 1 111 morts depuis août.

- Vendredi 19 décembre 2008 : Le président Robert Mugabe (84 ans) repousse les appels à sa démission qui se multiplient face à la crise humanitaire dans son pays, en affirmant : « Jamais, au grand jamais je ne vendrai mon pays. Jamais, jamais, je ne me rendrai jamais […] le Zimbabwe m'appartient […] Vous ne m'intimiderez pas. Vous pouvez menacer de me décapiter, je crois ceci, et rien ne m'en fera démordre : le Zimbabwe nous appartient, il n'appartient pas aux Britanniques. »

- Mardi 23 décembre 2008 : Selon l'Organisation mondiale de la santé (OMS) l'épidémie de choléraa fait 1 174 morts depuis août et 23 712 cas de choléra se sont déclarés. La Fédération internationale de la Croix-Rouge a décidé d'intensifier son aide pour lutter contre le choléra rampant, « sortant l'artillerie lourde » devant un « cocktail molotov humanitaire ». La situation est très inquiétante et risque d'empirer avec la saison des pluies. La Croix Rouge va fournir des équipements de purification d'eaux, les concentrant sur trois régions où le taux de mortalité est « anormalement élevé » dépassant les 10 %.

- Mercredi 24 décembre 2008 : Un tribunal d'Harare inculpe 9 militants zimbabwéens des droits de l'Homme, dont la directrice d'une ONG, de complot contre le régime du président Robert Mugabe. Ils sont accusés d'avoir recruté ou incité à les rejoindre des personnes pour suivre un entraînement militaire au Botswana dans le but de renverser le gouvernement. Parmi les inculpés figure Jestina Mukoko, une militante des droits de l'Homme renommée, directrice du Zimbabwe Peace Project (ZPP), qui avait été enlevée le 3 décembre par un groupe de policiers armés.

- Lundi 29 décembre 2008 : Selon l'OMS l'épidémie de choléra a fait plus de 1 500 morts depuis août.

- Mercredi 31 décembre 2008 : Un tribunal ordonne le maintien en détention de 16 militants des droits de l'Homme en attente du verdict de la Cour suprême appelée à statuer sur leur condamnation pour complot contre le gouvernement du président Robert Mugabe.